# Auberives-sur-Varèze
Auberives-sur-Varèze é uma comuna francesa na região administrativa de Auvérnia-Ródano-Alpes, no departamento de Isère. Estende-se por uma área de 7,05 km². Em 2010 a comuna tinha 1 511 habitantes (densidade: 214,3 hab./km²).